# طواف العالم للدراجات للسيدات 2025
طواف العالم للدراجات للسيدات 2025 (بالإنجليزية: 2025 UCI Women's World Tour) هو الموسم العاشر من طواف العالم للدراجات للسيدات، يضم الموسم 27 حدثًا لسباق الدراجات على الطريق، بدءًا من طواف سانتوس للسيدات 2025 في الفترة 17 - 19 يناير، وانتهاءًا بسباق قوانغشي للسيدات 2025 ‏ في 19 أكتوبر.
أزيلت هذه المنافسة من لوائح سباقات الطريق الخاصة بالاتحاد الدولي للدراجات،  وذلك لأول مرة منذ بدايته في 2016.

## الفرق
دُعيت الفرق العالمية النسائية الخمسة عشر تلقائيًا للمشاركة في الفعاليات، كما دُعي أفضل فريقين من الفرق النسائية المحترفة المدرجة في تصنيف UCI العالمي لعام 2024 (EF Education–Oatly وVolkerWessels Women Cyclingteam) تلقائيًا أيضًا. أما الفرق القارية النسائية الأخرى فقد دُعيت من قِبل منظمي كل سباق. 
| فرق سيدات عالمية (15)- إن إكس تي جي ريسينغ ‏ - كانيون–إس آر إيه إم ‏ - Ceratizit Pro Cycling ‏ - FDJ–Suez ‏ - بلانتور بورا سيلينج تيم ‏ - رالي سايكلنج ‏ - Lidl–Trek (women's team) ‏ - Liv AlUla Jayco ‏ - موفيستار للسيدات ‏ - فريق سنويب للسيدات ‏ - فريق كوجياس ميتلر لوك برو للدراجات ‏ - إس دي وركس ‏ - جامبو فيسما للسيدات ‏ - يو أي أيه تيم 2025 ‏ - فريق أونو إكس برو للدراجات للسيدات ‏ |  |
| |  |

## تغييرات 2025
أُلغيت تصنيفات النخبة الفردية للسيدات وتصنيف الشابات (حيث كانت قائدة كل تصنيف ترتدي قميصًا مميزًا)، حيث حلت تصنيفات الاتحاد الدولي للدراجات العالمية لسباقات الطريق للسيدات ‏ محلها كجدول التصنيف الرسمي للرياضة. 

## السباقات
أُعلن تقويم السباقات الأولي لموسم 2025 في يونيو 2024، حيث تضمن في البداية تسعة وعشرين سباقًا مجدولًا. كان التقويم مشابهًا لعام 2024، مع عودة مجدولة لطواف سكاندينافيا ‏ بعد توقف في 2024 بسبب نقص التمويل.  أعلن منظمو طواف فرنسا للسيدات أن السباق سيُمدد إلى تسعة أيام، ليصبح الحدث الأطول في التقويم. 
بعد الإعلان، ألغى المنظمون سباق رايد لندن الكلاسيكي، إذ لم يكن من الممكن إقامة السباق في الموعد المقترح من الاتحاد الدولي للدراجات في يونيو.  وفي يوليو 2024، أُزيل سباق روند فان درينثي من التقويم لأسباب اقتصادية.  وفي أكتوبر 2024 أُعلن التقويم النهائي بإضافة حدثين جديدين  – النسخة النسائية من سباق ميلان-سان ريمو التي كانت شائعة من قبل (وأُقيمت آخر مرة في 2005)، وسباق يومي جديد في الدنمارك يُسمى سباق كوبنهاغن سبرينت. أما الأحداث الأخرى التي راجت شائعات عنها مثل ترقية طواف تورينغن للسيدات إلى التقويم فلم تحدث. 
في يناير 2025، أُعلن إيقاف سباق سكاندينافيا، مما قلص التقويم إلى سبعة وعشرين سباقًا. 
| 17 – 19 يناير 2025       | 1  | طواف سانتوس للسيدات                                    | Noemi Rüegg ‏       | Silke Smulders ‏    | Mie Bjørndal Ottestad ‏ |
| 1 فبراير                 | 2  | 2025 Cadel Evans Great Ocean Road Race (women's race) ‏ | Ally Wollaston ‏    | Karlijn Swinkels ‏  | Noemi Rüegg ‏           |
| 06 – 09 فبراير 2025      | 3  | طواف الإمارات للسيدات                                  | إليسا ونغو بورغيني | Silvia Persico ‏    | كيمبرلي لي كورت        |
| 1 مارس                   | 4  | سباق أوملوب هيت نيوسبلاد للسيدات                       | Lotte Claes ‏       | Aurela Nerlo ‏      | ديمي فوليرينغ          |
| 8 مارس                   | 5  | ستراد بينك للسيدات                                     | ديمي فوليرينغ      | أنا فان دير بريغين | بولين فيرون-برفوت      |
| 16 مارس                  | 6  | تروفيو ألفريدو بيندا كومون دي سيتيجليو                 | إليسا بالسامو      | Blanka Vas ‏        | Cat Ferguson ‏          |
| 22 مارس                  | 7  | 2025 Milan–San Remo Women ‏                             | لورينا ويبيس       | ماريان فوس         | Noemi Rüegg ‏           |
| 27 مارس                  | 8  | ثلاثة أيام من دي بان للسيدات                           | لورينا ويبيس       | كيارا كونسوني      | إليسا بالسامو          |
| 30 مارس                  | 9  | غنت-وفلجم للسيدات ‏                                     | لورينا ويبيس       | إليسا بالسامو      | Charlotte Kool ‏        |
| 6 أبريل                  | 10 | طواف فلاندرز للسيدات                                   | لوت كوبيكي         | بولين فيرون-برفوت  | ليان ليبرت             |
| 12 أبريل                 | 11 | باريس روبيه للسيدات ‏                                   | بولين فيرون-برفوت  | Letizia Borghesi ‏  | لورينا ويبيس           |
| 20 أبريل                 | 12 | سباق أمستل الذهبي للسيدات ‏                             | Mischa Bredewold ‏  | Ellen van Dijk     | Puck Pieterse ‏         |
| 23 أبريل                 | 13 | فليش والون للسيدات                                     | Puck Pieterse ‏     | ديمي فوليرينغ      | إليسا ونغو بورغيني     |
| 27 أبريل                 | 14 | لييج-باستون-لييج للسيدات                               | كيمبرلي لي كورت    | Puck Pieterse ‏     | ديمي فوليرينغ          |
| 04 – 10 مايو 2025        | 15 | سباق سيراتزيت تشالنج                                   | ديمي فوليرينغ      | مارلين رويسر       | أنا فان دير بريغين     |
| 16 – 18 مايو 2025        | 16 | دونوستيا سان سيباستيان كلاسيكوا للسيدات 2025 ‏          | ديمي فوليرينغ      | Mischa Bredewold ‏  | Sarah Van Dam ‏         |
| 22 – 25 مايو 2025        | 17 | فويلتا بورجوس للسيدات ‏                                 | مارلين رويسر       | إليسا ونغو بورغيني | Yara Kastelijn ‏        |
| 05 – 08 يونيو 2025       | 18 | طواف السيدات ‏                                          | Ally Wollaston ‏    | Cat Ferguson ‏      | Karlijn Swinkels ‏      |
| 12 – 15 يونيو 2025       | 19 | تور دي سويس للسيدات ‏                                   | مارلين رويسر       | ديمي فوليرينغ      | كاتارزينا نيفيادوما    |
| 21 يونيو                 | 20 | 2025 Copenhagen Sprint (women's race) ‏                 | لورينا ويبيس       | إليسا بالسامو      | كيارا كونسوني          |
| 06 – 13 يوليو 2025       | 21 | طواف إيطاليا للسيدات                                   |                    |                    |                        |
| 26 يوليو – 03 أغسطس 2025 | 22 | طواف فرنسا للسيدات                                     |                    |                    |                        |
| 15 – 17 أغسطس 2025       | 23 | 2025 Tour de Romandie Féminin‏                          |                    |                    |                        |
| 19 – 24 أغسطس 2025       | 28 | طواف سكاندينافيا‏                                       | تم إلغاء السباق ‏   |                    |                        |
| 30 أغسطس                 | 24 | جي بي دي بلواي                                         |                    |                    |                        |
| 07 – 12 أكتوبر 2025      | 25 | هولاند ليديز تور                                       |                    |                    |                        |
| 14 – 16 أكتوبر 2025      | 26 | طواف جزيرة تشونغ مينغ سباق المرحلة‏                     |                    |                    |                        |
| 19 أكتوبر                | 27 | سباق قوانغشي للسيدات‏                                   |                    |                    |                        |